# Un faccioso más y algunos frailes menos
Un faccioso más y algunos frailes menos es la décima y última entrega de la Segunda Serie de los Episodios nacionales de Benito Pérez Galdós, escrita y publicada en el otoño de 1879. El título alude, por una parte, a Carlos María Isidro, a quien se calificaba de «faccioso» por sus conspiraciones para conseguir el trono de España que su hermano moribundo, Fernando VII, dejaba por pragmática sanción a su hija, la princesa Isabel; por otra, se hace referencia a la matanza de jesuitas del verano de 1834, a los que de forma absurda se imputaba la responsabilidad de la epidemia de cólera que asolaba Madrid.
Iniciando su acción en La Granja de San Ildefonso a finales de 1832, tras la destitución del ministro Calomarde, la novela transcurre en el último año de reinado de Fernando VII, el comienzo de la guerra carlista y los primeros pasos de la regencia de María Cristina de Borbón-Dos Sicilias. También se describen los últimos días y la muerte de aquel «aciago monarca», que fue el Deseado para unos y el rey Felón para otros, dándole consistencia trágica a la «España escindida», cimentando las “dos Españas”, y dejando como legado una guerra civil.
El drama histórico se entreteje con el desenlace folletinesco de los principales protagonistas de esta segunda serie de los Episodios: el liberal Salvador Monsalud y el carlista Carlos Navarro, alias ‘Garrote’, y su mujer, Jenara Baraona; además de «la señorita Soledad» (“Sola” o “Solita”), hija de Gil de la Cuadra; y Benigno Cordero; y el telón final del toque melodramático que aporta Fermina Monsalud, madre de Salvador, al desvelar su secreto.
Galdós dio por concluidos aquí los Episodios Nacionales, pero más tarde, a partir de 1898 retomaría la tarea en una tercera serie. 

Con Un Faccioso más y algunos frailes menos quedaron terminados los Episodios nacionales, y no obstante las excitaciones de algunos aficionados a estas lecturas, me pareció juicioso dejar en aquel punto mi trabajo, porque la excesiva extensión habría mermado su escaso valor, y porque, pasado el año 34, los sucesos son demasiado recientes para tener el hechizo de la historia y no tan cercanos que puedan llevar en sí los elementos de verdad de lo contemporáneo. Abrazan, pues, los Episodios nacionales veintinueve años, los cuales, de fijo, dieron de sí más acontecimientos y produjeron más hombres, y, en una palabra, hicieron más historia que todo el siglo precedente. Si damos valor a una ilusión de tiempo, podremos decir que aquellos veintinueve años fueron nuestro siglo décimo octavo, la paternidad verdadera de la civilización presente, o del conjunto de progresos y resabios, de vicios y cualidades que por tal nombre conocemos.
Prólogo del autor, Galdós (1879)